# Département du Logone-et-Chari
Département du Logone-et-Chari är ett departement i Kamerun.   Det ligger i regionen Nordligaste regionen, i den norra delen av landet, 1 000 km norr om huvudstaden Yaoundé.